# Deutsches Konsortium Familiärer Brust- und Eierstockkrebs

Logo des Deutschen Konsortium Familiärer Brust- und Eierstockkrebs

Das Deutsche Konsortium Familiärer Brust- und Eierstockkrebs ist ein Zusammenschluss von 17 universitären Zentren in Deutschland. Seit 1996 wird das Deutsche Konsortium für Familiären Brust- und Eierstockkrebs durch die Stiftung Deutsche Krebshilfe gefördert.

## Aufgaben und Leistungen
Die 17 Zentren für erblichen Brust- und Eierstockkrebs, die zum Deutschen Konsortium Familiärer Brust- und Eierstockkrebs gehören, bieten Ratsuchenden mit einer familiären Belastung für Brustkrebs und Eierstockkrebs eine Beratung an. Dabei gehören Gespräche mit spezialisierten Humangenetikern genauso zum mehrstufigen Prozess wie Beratungen und Untersuchungen durch Gynäkologen. Die Betroffenen und Ratsuchenden sollen somit in die Lage versetzt werden, nicht nur eine eigenständige Entscheidung für oder gegen den Gentest, sondern auch für oder gegen die verschiedenen vorsorgenden Möglichkeiten zu treffen.
Den Frauen, die eine genetische Veranlagung für die Entstehung von Brustkrebs und/oder Eierstockkrebs tragen, werden nach Beratung und Untersuchung verschiedene Handlungsmöglichkeiten angeboten. Diese reichen von dem Angebot eines intensiven Früherkennungs- und Nachsorgeprogramm bis zu prophylaktischen Operationen von Brustdrüse und/oder Eierstöcken/Eileitern.

## Familiärer Brust- und Eierstockkrebs
In den Jahren 1994 und 1995 wurden die beiden Hochrisikogene (Breast-Cancer-Gene) BRCA1 und BRCA2 für erblichen Brust- bzw. Eierstockkrebs entdeckt. Die höchste Wahrscheinlichkeit, an der erblichen Form des Brustkrebs zu erkranken, besteht bei Frauen mit Mutation in ebendiesen Genen. Das Risiko wird für Trägerinnen der mutierten BRCA1 mit 65 %, für Trägerinnen des mutierten BRCA2 mit 45 % angegeben.

## Forschung
Auf dem Gebiet des erblichen Brust- und Eierstockkrebses werden derzeit maßgebliche Fortschritte verzeichnet. Nach der Untersuchung von mehr als 17.000 Familien nach Mutationen in den beiden Genen BRCA1 und BRCA2 innerhalb der Zentren des Deutschen Konsortiums Familiärer Brust- und Eierstockkrebs sind für ratsuchende Frauen jetzt hinsichtlich genetischer und klinischer Risiken deutlich präzisere Aussagen möglich als noch vor 15 Jahren. Im Wesentlichen können heute zwei genetische Belastungen unterschieden werden. Mutationen in einem hochpenetranten Gen (monogener Erbgang) sind in der Regel heterozygot ausgeprägt, das heißt, sie befinden sich nur auf einer von zwei Genkopien. Hochpenetrant (die Mutation beeinflusst die Funktion des Genes oder seines Produkts) geht dabei mit einer lebenslangen Risikoerhöhung von bis zu 60 % für Brust- bzw. Eierstockkrebs einher.
Trotz der Fortschritte im Verständnis der erblichen Grundlagen des familiären Brust- und Eierstockkrebses können heute bekannte erbliche Faktoren wie die Veränderungen in den BRCA1 und BRCA2 Genen nur einen Teil aller familiären Fälle erklären. Neuere Daten deuten darauf hin, dass zusätzliche genetische und nicht-genetische Komponenten multifaktoriell zur Erkrankung beitragen und das Erkrankungsrisiko erhöhen können. Ziel des Deutschen Konsortiums Familiärer Brust- und Eierstockkrebs ist es daher, die vielfältige Architektur des Brust- und Eierstockkrebses weiter aufzuschlüsseln, neue Risikofaktoren und deren Interaktionen zu identifizieren und dieses Wissen für Patientinnen durch eine personalisierte Risiko-Prädiktion und entsprechend risiko-angepasste Krebsprävention nutzbar zu machen. Um diese Ziele zu erreichen, arbeitet das Konsortium eng mit internationalen Studiengruppen zusammen.

## Klinische Studien
- Lebensstil-Intervention bei Frauen mit erblichem Brust- und Eierstockkrebs – LIBRE-Studie
Gefördert durch die Stiftung Deutsche Krebshilfe. Förderzeitraum 2013 bis 2016[5]
- Genotyp/Phänotyp-Assoziation, hereditäre Subtypen des Brust- und Eierstockkrebses und Translation in risikoadaptierte präventive Strategien
Gefördert durch die Stiftung Deutsche Krebshilfe. Förderzeitraum 2013 bis 2016[5]

## Zentren Familiärer Brust- und Eierstockkrebs in Deutschland
- Charité-Universitätsmedizin, Frauenklinik der Charité, Berlin[6]
- Frauenklinik des Universitätsklinikums Düsseldorf[7]
- Medizinische Fakultät der TU Dresden, Klinik und Poliklinik für Frauenheilkunde und Geburtshilfe[8]
- Universitäts-Medizin Göttingen, Brustzentrum der Universitätsmedizin Göttingen[9]
- Medizinische Hochschule Hannover[10]
- Institut für Humangenetik des [Universitätsklinikum Heidelberg][11]
- Universitätsfrauenklinik Kiel[12]
- Universität zu Köln, Zentrum Familiärer Brust- und Eierstockkrebs[13][14]
- Universitätsklinikum Leipzig[15]
- Klinikum rechts der Isar der Technischen Universität München - Frauenklinik[16]
- Universitätsfrauenklinik der Ludwigs-Maximilian-Universität[17]
- Institut für Humangenetik des Universitätsklinikum Münster[18]
- Universität Regensburg, Institut für Humangenetik[19]
- Universität Tübingen, Institut für Humangenetik[20]
- Frauenklinik und Poliklinik der Universität Ulm[21]
- Institut für Humangenetik der Universität Würzburg[22]
- Institut für Medizinische Informatik, Statistik und Epidemiologie (IMISE), Universität Leipzig[23]
- Brustzentrum Klinik und Poliklinik für Gynäkologie Universitätsklinikum Hamburg-Eppendorf (UKE)[24]
- Klinik für Frauenheilkunde und Geburtshilfe, Universitätsklinikum Frankfurt[25]